# Karta specjalisty medycznego
Karta specjalisty medycznego (KSM) – dokument umożliwiający identyfikację i uwierzytelnianie pracownika medycznego, na potrzeby udzielania świadczeń opieki zdrowotnej. KSM jest kartą typu elektronicznego. Zawiera dane personalne jej posiadacza: imię i nazwisko wraz ze zdjęciem, PESEL, zawód, numer prawa wykonywania zawodu. KSM może pełnić funkcję karty specjalisty administracyjnego.
KSM jest przewidziana w projekcie ustawy o zmianie ustawy z dnia 28 kwietnia 2011 r. o systemie informacji w ochronie zdrowia oraz niektórych innych ustaw. Według projektu ustawy KSM, podobnie jak Karta ubezpieczenia zdrowotnego oraz Karta specjalisty administracyjnego, będzie wydawana w Polsce w 2016 r.
Ze względu na dane identyfikacyjne zawarte w KSM oraz z racji na charakter uprawnień potwierdzanych przez KSM jest ona uznawana za dokument o szczególnym znaczeniu dla bezpieczeństwa identyfikacyjnego. A zatem procedury związane z emisją i produkcją KSM, podobnie jak w przypadku paszportu i dowodu osobistego, dotyczą istotnego interesu bezpieczeństwa państwa.